# Bully (Loara)
Bully – miejscowość i gmina we Francji, w regionie Owernia-Rodan-Alpy, w departamencie Loara.
Według danych na rok 1990 gminę zamieszkiwało 269 osób, a gęstość zaludnienia wynosiła 14 osób/km² (wśród 2880 gmin regionu Rodan-Alpy Bully plasuje się na 1359. miejscu pod względem liczby ludności, natomiast pod względem powierzchni na miejscu 534.).